# رومان فاينشتينز
رومان فاينشتينز (باللاتفية: Romāns Vainšteins)‏ مواليد 3 مارس 1973 في تالسي، الجمهورية اللاتفية السوفيتية الاشتراكية، هو دراج لاتفي سابق. سبق أن شارك في دورة الألعاب الأولمبية الصيفية.

## سجل النتائج

### سباقات أو مراحل فاز بها
- بطولة العالم لسباق الدراجات على الطريق
- طواف إيطاليا

## وصلات خارجية
- الموقع الرسمي

## روابط خارجية
- رومان فاينشتينز على موقع أرشيف الدراجات (الإنجليزية)
- رومان فاينشتينز على موقع إحصائيات الدراجات الإحترافية (الإنجليزية)
- رومان فاينشتينز على موقع نسبة الدراجات (الإنجليزية)
- رومان فاينشتينز على موقع CycleBase (الإنجليزية)
- رومان فاينشتينز على موقع أوليمبيديا (الإنجليزية)
- رومان فاينشتينزعلى موقع اللجنة الأولمبية اللاتفية (مؤرشف) (اللاتفية)